# 云南姬蕨
云南姬蕨（学名：Hypolepis yunnanensis）为姬蕨科姬蕨属下的一个种。其种加词 yunnanensis 意为“云南的”。
现接受名为姬蕨（Hypolepis punctata (Thunb. ex Murray) Mett. ex Kuhn, 1868）。